# Leiomelus denticauda
Leiomelus denticauda är en insektsart som beskrevs av Kjell Ernst Viktor Ander 1936. Leiomelus denticauda ingår i släktet Leiomelus och familjen Anostostomatidae. Inga underarter finns listade i Catalogue of Life.